# Калиновка (Сорокинский район)
Калиновка — село в Сорокинском районе Тюменской области России. Входит в состав Покровского сельского поселения.

## География
Село находится на юго-востоке Тюменской области, в пределах юго-западной части Западно-Сибирской низменности, в подтаёжно-лесостепной подзоне, на расстоянии примерно 32 километров (по прямой) к северо-западу от Большого Сорокина, административного центра района. Абсолютная высота — 112 метров над уровнем моря.

### Климат
Климат континентальный с холодной продолжительной зимой и тёплым относительно коротким летом. Средняя температура воздуха самого холодного месяца (января) — −19 °C (абсолютный минимум — −49 °C); самого тёплого месяца (июля) — 21 °C (абсолютный максимум — 40 °С). Среднегодовое количество атмосферных осадков составляет 505 мм, из которых 361 мм выпадает в тёплый период.

### Часовой пояс
Село Калиновка, как и вся Тюменская область, находится в часовой зоне МСК+2. Смещение применяемого времени относительно UTC составляет +5:00.

### Культурные традиции
Село Клиновка является единственным известным местном празднования Картофельного Спаса — его тут празднуют 14 августа.
С 18 по 20 мая 2004 года в селе была фольклорная экспедиция радиопроекта «Песни малых народов», одна из записанных песен вошла проект и последующий CD-диск.

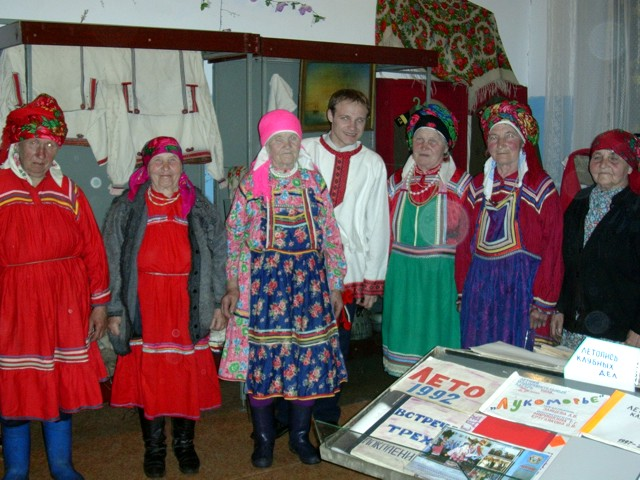
Фотография на память с мокшанскими бабушками села Калиновка, Сорокинского района, Тюменской области. Фольклорная экспедиция радиопроекта «Песни малых народов».

## Население
| 2010 |
| ---- |
| 168  |

### Половой состав
По данным Всероссийской переписи населения 2010 года в половой структуре населения мужчины составляли 53 %, женщины — соответственно 47 %.

### Национальный состав
Согласно результатам переписи 2002 года, в национальной структуре населения мордва составляла 61 % из 269 чел., русские — 32 %.